# Sistema de control del tráfico marítimo

## Introducción

### Concepto y Objetivos
Los Servicios de Tráfico Marítimo (STM) o Vessel Traffic Services (VTS) son servicios esenciales para la gestión del tráfico marítimo. Su objetivo principal es mejorar la seguridad y eficiencia de la navegación marítima, así como proteger el medio ambiente. Estos servicios son particularmente cruciales en áreas de navegación complicadas o de alta densidad de tráfico.

### Importancia Histórica y Evolución
La evolución de los VTS ha sido impulsada por la creciente complejidad del tráfico marítimo y la necesidad de sistemas más eficientes para gestionar la seguridad marítima. A lo largo de los años, los VTS han incorporado avances tecnológicos y adaptado sus prácticas a las normativas internacionales cambiantes.

## Marco Legal y Regulativo

### Regulaciones Internacionales
Los VTS operan bajo un marco legal que incluye regulaciones internacionales y nacionales. La Resolución A.1158(32) de la OMI es un ejemplo clave que establece directrices actualizadas para la operación de los VTS.

### Papel de IALA
La Asociación Internacional de Señalización Marítima (IALA) juega un papel crucial en la estandarización y mejora de los VTS. El manual de IALA proporciona directrices exhaustivas para la implementación y gestión de los VTS, incluyendo aspectos técnicos y operativos.

## Funcionamiento y Estructura de los VTS

### Centros de Control VTS
Los VTS son operados desde centros de control especializados, donde se monitorea y gestiona el tráfico marítimo. Estos centros utilizan tecnologías avanzadas para obtener y procesar información en tiempo real, asegurando una navegación segura y eficiente.

### Comunicación y Gestión de la Información
La gestión eficaz de la información es fundamental para los VTS. Esto incluye la recopilación, procesamiento y diseminación de datos relevantes sobre el tráfico marítimo, condiciones meteorológicas, y otros factores relevantes para la seguridad de la navegación.

## Tecnologías Utilizadas en los VTS

### Sistemas de Radar y AIS
Los VTS utilizan sistemas de radar y AIS (Sistema de Identificación Automática) para monitorear y rastrear los movimientos de los buques. Estas tecnologías son esenciales para proporcionar una imagen precisa y actualizada del tráfico marítimo.

### Otras Tecnologías
Además del radar y el AIS, los VTS emplean una variedad de otras tecnologías, incluyendo sistemas de comunicación por radio, sensores meteorológicos y sistemas de información geográfica (GIS).

## Personal y Capacitación

### Requisitos de Capacitación
El personal de los VTS debe estar altamente capacitado y calificado. El manual de IALA establece directrices detalladas para la formación y evaluación del personal, asegurando que estén equipados con las habilidades y conocimientos necesarios para gestionar eficazmente el tráfico marítimo.

### Roles y Responsabilidades
El personal de los VTS tiene una variedad de roles, desde operadores de radar hasta coordinadores de tráfico y especialistas en comunicaciones. Cada rol requiere habilidades específicas y entrenamiento continuo.

## Impacto de los VTS en la Seguridad y Eficiencia Marítima

### Mejora de la Seguridad
Los VTS juegan un papel vital en la prevención de accidentes marítimos, como colisiones y encallamientos. Proporcionan información crítica a los capitanes de los buques para ayudarles a tomar decisiones seguras durante la navegación.

### Eficiencia en la Gestión del Tráfico
Además de mejorar la seguridad, los VTS también contribuyen a la eficiencia del tráfico marítimo. Ayudan a gestionar el flujo de buques en puertos y vías navegables congestionadas, reduciendo los retrasos y mejorando la logística marítima.

## Desafíos Actuales y Futuros

### Adaptación a Nuevas Tecnologías
Uno de los principales desafíos para los VTS es la integración de nuevas tecnologías como la inteligencia artificial y los sistemas autónomos. Estas innovaciones ofrecen oportunidades para mejorar la eficiencia y efectividad de los VTS, pero también requieren una actualización continua de habilidades y equipos.

### Manejo del Creciente Volumen de Tráfico
El aumento constante del tráfico marítimo mundial plantea desafíos en términos de gestión y seguridad. Los VTS deben evolucionar para manejar eficazmente este crecimiento, garantizando al mismo tiempo la seguridad y la protección del medio ambiente marino.

## Perspectivas Futuras

### Avances en la Gestión de Tráfico Marítimo
Se espera que los VTS continúen evolucionando con el desarrollo de tecnologías más avanzadas y sistemas de gestión de tráfico más eficientes. Esto incluye la mejora en la precisión del seguimiento de buques y la optimización de rutas de navegación.

### Colaboración Internacional y Estándares
La armonización de los estándares y prácticas de los VTS a nivel internacional es crucial para su eficacia. Se anticipa una mayor colaboración entre organizaciones internacionales como la OMI y la IALA para establecer directrices globales y promover las mejores prácticas.
- Datos: Q1874098
- Multimedia: Vessel traffic service / Q1874098